# San Juan de Licupis (distrito)
San Juan de Licupis é um distrito do Peru, departamento de Cajamarca, localizada na província de Chota.

## Transporte
O distrito de San Juan de Licupis não é servido pelo sistema de estradas terrestres do Peru.